# Return of the Boom Bap
Albums
KRS-One
(1995)
Singles
1. Outta Here
Sortie : 3 septembre 1993
2. Sound of da Police
Sortie : 6 décembre 1993

Return of the Boom Bap est le premier album studio de KRS-One, sorti le 28 septembre 1993.
L'album s'est classé 5e au Top R&B/Hip-Hop Albums et 37e au Billboard 200.
En 1998, le magazine The Source a classé Return of the Boom Bap parmi les « 100 Meilleurs albums de rap ».

## Liste des titres
| No  | Titre                               | Contient un (des) sample(s) de | Durée |
| --- | ----------------------------------- | --- | ----- |
| 1.  | KRS-One Attacks                     | (This Is) Detroit Soul de Paul Nero A Mother's Love de Charles Wright & the Watts 103rd Street Rhythm Band The Bridge Is Over de Boogie Down Productions South Bronx de Boogie Down Productions Criminal Minded de Boogie Down Productions I'm Still #1 de Boogie Down Productions Jack of Spades de Boogie Down Productions Serious (Ceereeus BDP Remix) de Steady B featuring KRS-One My Philosophy de Boogie Down Productions La Schmoove de Fu-Schnickens featuring Phife Dawg | 2:50  |
| 2.  | Outta Here                          | Funky President de James Brown The Bridge Is Over de Boogie Down Productions The Moment I Feared de Slick Rick | 4:28  |
| 3.  | Black Cop                           | Armagideon Time de Willi Williams Gimme, Dat, (Woy) de Boogie Down Productions | 2:59  |
| 4.  | Mortal Thought                      | Outside Love de Brethren Can't Conquer Natty Dreadlocks de Dr. Alimantado My Philosophy de Boogie Down Productions | 3:19  |
| 5.  | I Can't Wake Up                     | The Whole Wide World Ain't Nothin' but a Party de Mark Radice I'm Dreamin' de Christopher Williams | 3:34  |
| 6.  | Slap Them Up (featuring Ill Will)   | South Bronx de Boogie Down Productions | 3:58  |
| 7.  | Sound of da Police                  | | 4:18  |
| 8.  | Mad Crew                            | Don't Change Your Love des Five Stairsteps Get Up Offa That Thing de James Brown | 4:24  |
| 9.  | Uh Oh                               | | 4:05  |
| 10. | Brown Skin Woman                    | Love's Gonna Get'cha (Material Love) de Boogie Down Productions | 4:38  |
| 11. | Return of the Boom Bap              | My Philosophy de Boogie Down Productions | 3:46  |
| 12. | "P" Is Still Free                   | Papa Was Too de Joe Tex The Jewel in the Lotus de Bennie Maupin Zungguzungguguzungguzeng de Yellowman Criminal Minded de Boogie Down Productions Remix for P Is Free de Boogie Down Productions | 4:56  |
| 13. | Stop Frontin' (featuring Kid Capri) | | 3:19  |
| 14. | Higher Level                        | Blacula Strikes de Gene Page | 5:13  |